# Эфрон, Никита Савельевич
Никита Савельевич Эфрон (1 мая 1887, Москва — 21 августа 1933, там же) — советский дерматовенеролог, организатор здравоохранения.

## Биография
Родился в семье писателя и драматурга Савелия Константиновича (Шееля Калмановича) Эфрона; мать Года-Либа Мордуховна Магат (1860, Вильна — ?) работала счетоводом в Правлении Московско-Виндаво-Рыбинской железной дороги. Родители развелись в 1899 году и он в дальнейшем жил с матерью. В 1905 году окончил 12-ю петербургскую гимназию и в 1911 году Военно-медицинскую академию с дипломом лекаря с отличием. Был ординатором кожно-венерической клиники, затем призван на воинскую службу заведующим кожно-венерическим отделением Крепостного военного госпиталя во Владивостоке. После службы был избран на должность старшего ассистента кафедры систематического и клинического учения о накожных и сифилитических болезнях Императорского Николаевского университета (1913).
В августе 1914 года вновь призван в армию, до июля 1917 года служил на Кавказском фронте — старшим врачом полка, бригадным врачом, консультантом-венерологом Эрзерума. В 1917 году возобновил преподавательскую деятельность на кафедре кожных и венерических болезней Саратовского университета, которой руководил П. С. Григорьев. В 1919 году организовал и возглавил венерологическую секцию Саратовского Губздрава, в дальнейшем заведовал тем же подотделом и был членом коллегии Саратовского Губздрава.
В 1921 году, после защиты докторской диссертации по теме «Сифилитическая плешивость», был избран профессором и первым заведующим кафедрой кожных и венерических болезней медицинского факультета Астраханского университета. С 1922 года заместитель ректора по научно-учебной части новообразованного Астраханского медицинского института. С 1923 года директор клинического сектора Государственного венерологического института в Москве (впоследствии заместитель директора этого института), с 1924 и по 1932 год — директор института и заведующий кафедрой дерматологии. С 1925 года председатель организованной им Госкомиссии по контролю препаратов сальварсана.
С 1931 года — профессор и заведующий основанной им кафедрой кожных и венерических болезней Центрального института усовершенствования врачей. С 1932 года профессор кафедры кожно-венерологических болезней 2-го Московского медицинского института.
Автор ряда научных трудов в области венерологии, бальнеологии, микотических заболеваний кожи, монографий «Об изменениях в сифилидах под влиянием введения 606» (СПб, 1912), «Клиническая, экспериментальная и социальная венерология» (1926), «Лечение сифилиса висмутом» (1929), «Болезни кожи у детей» (2-е издание, 1930), «Побочные действия препаратов сальварсана» (1931), «Чесотка» (4-е издание, 1931).
Опубликовал ряд работ популярного и просветительского характера по различным аспектам венерологии («Сифилис в семье», 1927; «Кожные болезни в крестьянском быту», 1928; «Схема лечения сифилиса»; «Что должна знать крестьянка о кожных болезнях», 1930; «Сифилис и потомство», 1930 и др.), был главным редактором шеститомных «Основ клинической, экспериментальной и социальной венерологии и дерматологии», редактором Кожно-сифилитического отдела журнала «Венерология и дерматология», а затем редактором Кожного отдела в объединённом журнале «Советская венерология и дерматология».
Арестован 20 октября 1932 года по обвинению в контрреволюционной деятельности, направленной на подрыв советского здравоохранения и советской сальварсановой промышленности; расстрелян.

## Семья
- Жена — Антонина Пестова[5], дочь Наталья (?—1997).
- Двоюродный брат — литератор Сергей Яковлевич Эфрон, муж поэтессы М. И. Цветаевой.
- Двоюродная сестра — Вера Яковлевна Эфрон (1888—1945), актриса Камерного театра (1915—1917), библиотекарь, жена правоведа М. С. Фельдштейна.